# Конь-Камень (Тульская область)
Конь-Камень — тур из глыб кварцитовидного песчаника из аптского яруса на склоне долины реки Красивой Мечи рядом с селом Козье Ефремовского района Тульской области России.

## Описание

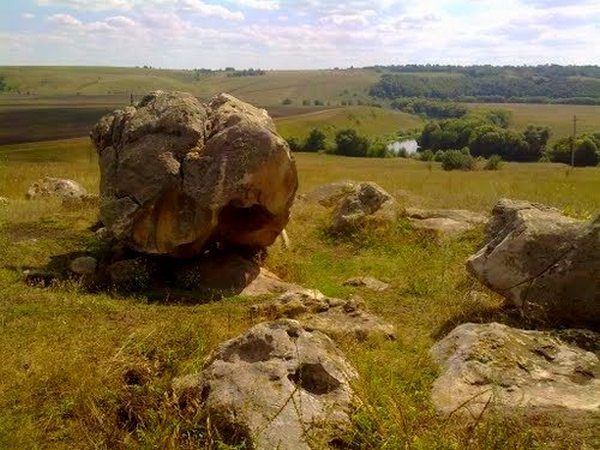
Конь-камень. Вид на восток («хвост коня»)

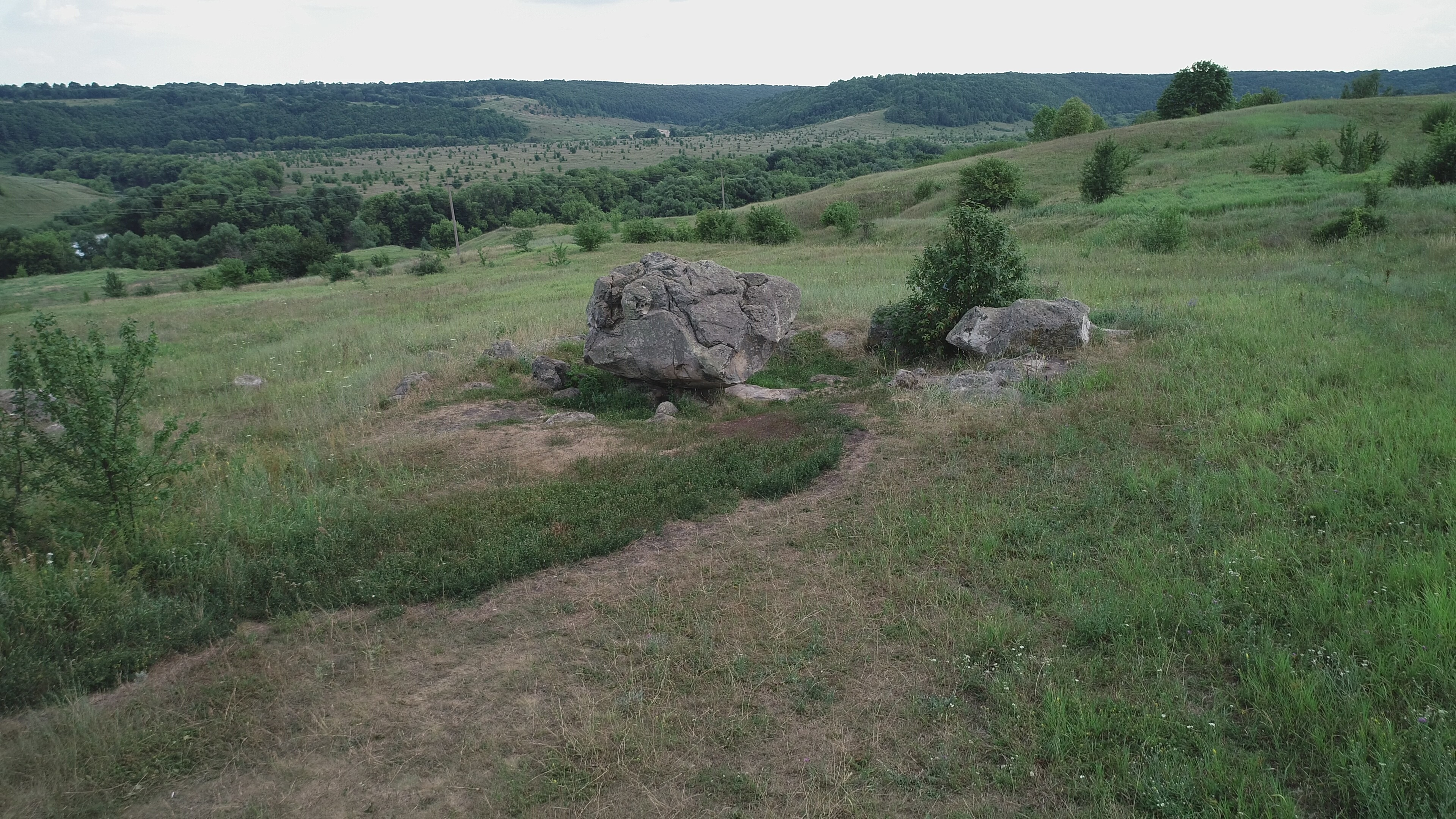

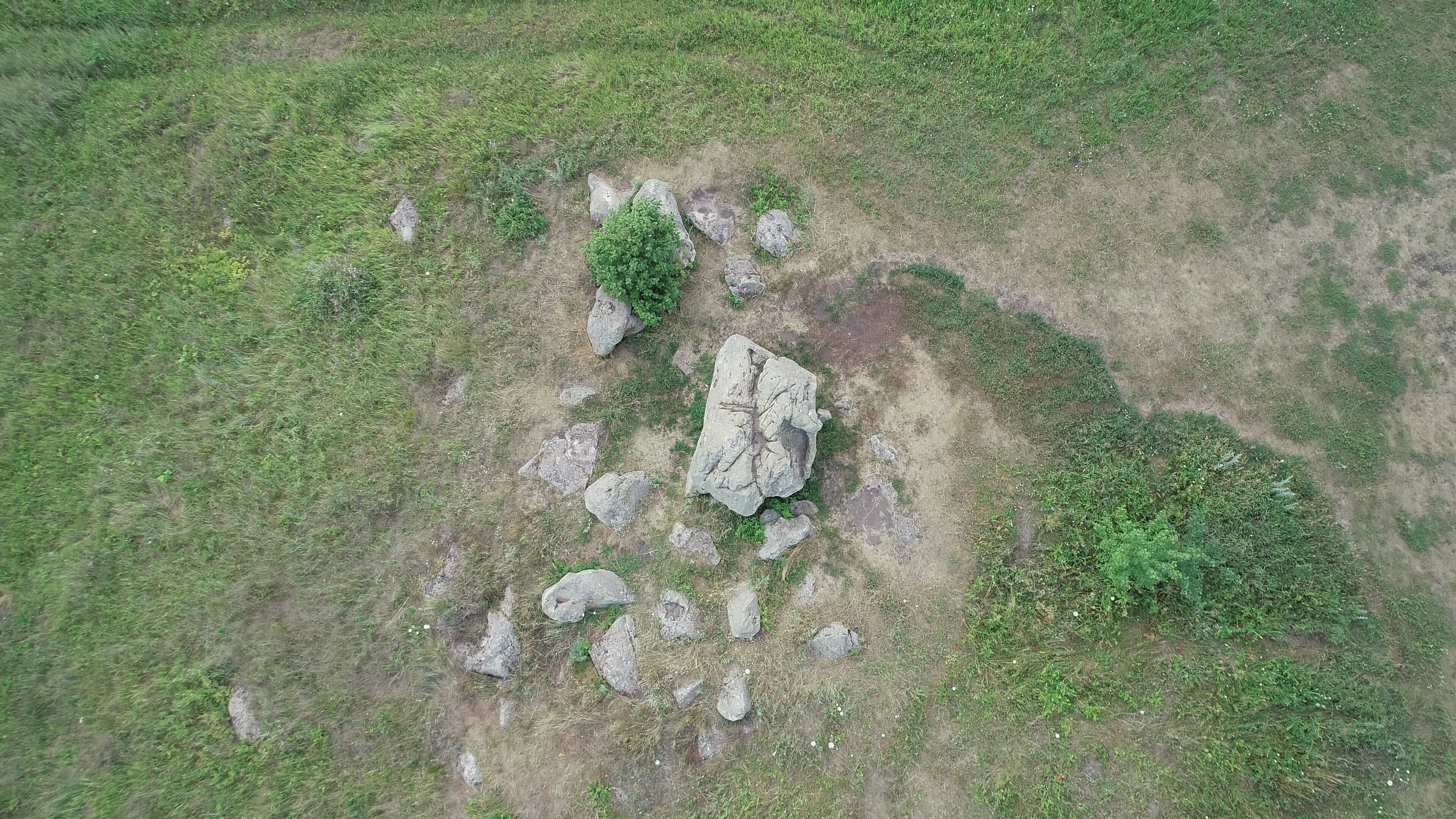

Вес камня более 20 тонн. Конь-Камень стоит, как на ногах, на трёх других валунах. Он напоминает по форме конскую голову (по другому мнению — тело). Его окружают другие валуны. Канавка треугольного сечения в Конь-камне, возможно, естественного происхождения, а возможно, вытесана субгоризонтально в верхней грани камня и ориентирована на точку горизонта, лежащую за Красивой Мечей, в направлении на юго-восток.
Приблизительно в километре от Конь-Камня в лесном овраге находится предположительно каменный жертвенник с плитой, служившей алтарем и углублением для жертвенной чаши.
Конь-Камень, по словам старожилов окрестных сел, являлся культовым объектом вплоть до середины XX века. Раз в год совершалось обрядовое опахивание вокруг мегалита, чтобы предотвратить падёж скота. Также среди местных жителей бытует мнение, что посидев на этом камне мужчины увеличивают мужскую силу, а у женщин возрастает способность к деторождению.

## Упоминание
Первое известное упоминание памятника относится к концу XV века: о нём говорится в описании путешествия в Кафу русского посла А. Голохвастова в 1499 году («Клалися в судно на Мече у Каменнаго коня»).
«И гнали Мамаево войско русские полки до самой до Мечи, и рубили неверных без милости. И в погоне той одни ордынцы пали, другие в реке утонули. А те, которые достигли берега, от страха застыли, превратились в камень и навечно остались здесь», — так гласит легенда.